# Lúcio Nerácio Prisco
Lúcio Nerácio Prisco (em latim: Lucius Neratius Priscus) foi um senador e jurista romano nomeado cônsul sufecto para o nundínio de maio a junho de 97 com Marco Ânio Vero. Por um tempo, serviu como mestre da Escola Proculiana.

## Família
A gente Nerácia era a cidade de Sepino, no coração de Sâmnio. O pai de Prisco era Lúcio Nerácio Prisco, cônsul em 87, que teve também um outro filho mais novo, Lúcio Nerácio Marcelo, adotado pelo tio dele Marco Hírrio Frontão Nerácio Pansa, cônsul sufecto em 73 ou 74, e elevado ao patriciado. O próprio Marcelo foi cônsul sufecto dois anos antes de Prisco e cônsul ordinário em 129.
A existência de um filho com nome idêntico e cônsul em 122 ou 123, inferida pela existência de um possível governador da Panônia Inferior foi refutada em 1976 pelo historiador G. Camodeca, cujas conclusões foram aceitas também por Ronald Syme.

## Carreira
A maior parte da carreira política de Prisco já foi determinada, Seu primeiro cargo conhecido foi de tribuno militar da Legio XXII Primigenia entre 79 e 80, em Mogoncíaco. Depois, Prisco assumiu as tradicionais magistraturas republicanas e foi questor (c. 83-84), tribuno da plebe (c. 85-86) e pretor (c. 88-89); geralmente um senador assumiria uma província pública ou imperial com poderes pretorianos antes de se tornar cônsul, mas não foi o caso de Prisco. Depois de servir como cônsul sufecto em 97, Prisco foi admitido no prestigioso colégio dos septênviros epulões. Finalmente, foi sucessivamente governador da Germânia Inferior (98-101) e da Panônia (102-105).
A "Digesta", de Justiniano, relata que o imperador Trajano pediu ajuda a Prisco e a Tício Aristão sobre uma opinião jurídica. Segundo a "História Augusta", houve um rumor de que Trajano estava considerando tornar Prisco seu herdeiro antes de se decidir por Adriano. Apesar de ser um potencial rival pelo trono, Prisco era um dos especialistas em direito romano do círculo de conselheiros de Adriano.